# Povijesno društvo Požega
Povijesno društvo Požega (skraćeno PDP) strukovno je i neprofitno udruženje građana – povjesničara, arheologa i stručnjaka drugih profila te svih zaljubljenika u prošlost Požeške kotline. Mnogobrojnim različitim aktivnostima Društvo nastoji se popularizirati povijest i srodne povijesne znanosti.

## O Društvu
Povijesno društvo Požega osnovano je 6. srpnja 2013. u Gimnaziji u Požegi. Prvi predsjednik Društva bio je Goran Đurđević (2013. – 2015.), dopredsjednik Dinko Zima, a tajnica Marijana Matijević. Od rujna 2015. predsjednik je Vinko Tadić, dopredsjednica Klaudija Gašpar, a tajnica Marija Marjanović.
Društvo je sudjelovalo u raznim požeškim događanjima i projektima (Festival znanosti, Kliofest, Ljeto s Gradskom knjižnicom, Tjedan cjeloživotnog učenja itd.), a pokrenulo je i nekoliko vlastitih projekata od kojih se izdvajaju: Zimska škola arheologije za srednjoškolce, Ljetna škola povijesti za učenike,  srednjovjekovna manifestacija Castrum de Posega, okrugli stol "Dubravka Sokač Štimac i arheologija Požeške kotline", te znanstveni simpozij s međunarodnim sudjelovanjem "Josip Kunkera i prošlost čaglinskog kraja". Uz navedeno, organizirana su predstavljanja knjiga, predavanja, radionice, izložbe i druge aktivnosti.
Pokrenut je časopis Historia Posegana - novae themae kojemu je glavni urednik prof. Vinko Tadić, a pokrenuta je i virtualna enciklopedija Vallis Aurea pod glavnim uredništvom Gorana Đurđevića.
Povijesno društvo dodjeljuje Godišnje nagrade: 2013. dobitnica je Dubravka Sokač Štimac, muzejska savjetnica i arheologinja, 2014. vlč. Robert Mokri, nekadašnji ravnatelj Katoličke gimnazije, 2015. mr.sc. Juraj Zelić, diplomirani šumar, znanstvenik i publicist, 2016. prof. dr. sc. Željko Tomičić, arheolog, 2017. prof. dr. sc. Hrvoje Potrebica, arheolog, 2018. Zdenko Samaržija, prof., povjesničar, 2019. dr. sc. Jacqueline Balen, arheologinja, 2020. Borivoj Zarić, dipl. politolog, publicist, 2021. Zlatko Uzelac, prof., urbanist, konzervator i povjesničar umjetnosti, 2022. dr. sc. Mihaela Markovac, povjesničarka.

## Vanjske poveznice
- Hrvatski povijesni portal – Povijesno društvo Požega  Arhivirana inačica izvorne stranice od 14. travnja 2017. (Wayback Machine)
- Slavonski.hr – Godišnja skupština Povijesnog društva Požega  Arhivirana inačica izvorne stranice od 7. ožujka 2016. (Wayback Machine)